# Campeonato Mundial de Rugby M19 División A de 1992
El Campeonato Mundial de Rugby M19 de 1992 se disputó en España y fue la vigésima cuarta edición del torneo en categoría M19.

## Fase de grupos

### Grupo A
| Pos. | Equipo    | Encuentros | Encuentros | Encuentros | Encuentros | Tantos  | Tantos    | Tantos     | Puntos Totales |
| Pos. | Equipo    | jugados    | ganados    | empatados  | perdidos   | a favor | en contra | diferencia | Puntos Totales |
| ---- | --------- | ---------- | ---------- | ---------- | ---------- | ------- | --------- | ---------- | -------------- |
| 1    | Argentina | 2          | 2          | 0          | 0          | 181     | 6         | +175       | 6              |
| 2    | Polonia   | 2          | 1          | 0          | 1          | 40      | 96        | -56        | 4              |
| 3    | Taiwán    | 2          | 0          | 0          | 2          | 10      | 129       | -119       | 2              |

#### Resultados
| 13 de abril | Argentina | 89 - 3 | Polonia |  |  |

| 14 de abril | Polonia | 37 - 7 | Taiwán |  |  |

| 15 de abril | Argentina | 92 - 3 | Taiwán |  |  |

### Grupo B
| Pos. | Equipo   | Encuentros | Encuentros | Encuentros | Encuentros | Tantos  | Tantos    | Tantos     | Puntos Totales |
| Pos. | Equipo   | jugados    | ganados    | empatados  | perdidos   | a favor | en contra | diferencia | Puntos Totales |
| ---- | -------- | ---------- | ---------- | ---------- | ---------- | ------- | --------- | ---------- | -------------- |
| 1    | Francia  | 2          | 2          | 0          | 0          | 136     | 9         | +127       | 6              |
| 2    | Uruguay  | 2          | 1          | 0          | 1          | 47      | 78        | -31        | 4              |
| 3    | Portugal | 2          | 0          | 0          | 2          | 28      | 124       | -96        | 2              |

#### Resultados
| 13 de abril | Francia | 86 - 0 | Portugal |  |  |

| 14 de abril | Uruguay | 38 - 28 | Portugal |  |  |

| 15 de abril | Francia | 50 - 9 | Uruguay |  |  |

### Grupo C
| Pos. | Equipo          | Encuentros | Encuentros | Encuentros | Encuentros | Tantos  | Tantos    | Tantos     | Puntos Totales |
| Pos. | Equipo          | jugados    | ganados    | empatados  | perdidos   | a favor | en contra | diferencia | Puntos Totales |
| ---- | --------------- | ---------- | ---------- | ---------- | ---------- | ------- | --------- | ---------- | -------------- |
| 1    | Italia          | 2          | 2          | 0          | 0          | 133     | 22        | +111       | 6              |
| 2    | República Checa | 2          | 1          | 0          | 1          | 35      | 40        | -5         | 4              |
| 3    | Bélgica         | 2          | 0          | 0          | 2          | 20      | 126       | -106       | 2              |

#### Resultados
| 13 de abril | Italia | 33 - 9 | República Checa |  |  |

| 14 de abril | República Checa | 26 - 7 | Bélgica |  |  |

| 15 de abril | Italia | 100 - 13 | Bélgica |  |  |

### Grupo D
| Pos. | Equipo   | Encuentros | Encuentros | Encuentros | Encuentros | Tantos  | Tantos    | Tantos     | Puntos Totales |
| Pos. | Equipo   | jugados    | ganados    | empatados  | perdidos   | a favor | en contra | diferencia | Puntos Totales |
| ---- | -------- | ---------- | ---------- | ---------- | ---------- | ------- | --------- | ---------- | -------------- |
| 1    | España   | 2          | 2          | 0          | 0          | 94      | 23        | +71        | 6              |
| 2    | Rumania  | 2          | 1          | 0          | 1          | 57      | 17        | +40        | 4              |
| 3    | Alemania | 2          | 0          | 0          | 2          | 13      | 124       | -111       | 2              |

#### Resultados
| 13 de abril | España | 14 - 13 | Rumania |  |  |

| 14 de abril | España | 80 - 10 | Alemania |  |  |

| 15 de abril | Rumania | 44 - 3 | Alemania |  |  |

### Semifinal 9° al 12° puesto
| 17 de abril | Portugal | 13 - 10 | Bélgica |  |  |

| 17 de abril | Alemania | 21 - 17 | Taiwán |  |  |

### Semifinal 5° al 8° puesto
| 17 de abril | Polonia | 25 - 18 | Rumania |  |  |

| 17 de abril | Uruguay | 25 - 12 | República Checa |  |  |

### Semifinales Campeonato
| 17 de abril | Francia | 46 - 12 | Italia |  |  |

| 17 de abril | España | 3 - 59 | Argentina |  |  |

### 11° puesto
| 18 de abril | Bélgica | 19 - 12 | Taiwán |  |  |

### 9° puesto
| 18 de abril | Portugal | 13 - 6 | Alemania |  |  |

### 7° puesto
| 18 de abril | Rumania | 59 - 7 | República Checa |  |  |

### Quinto puesto
| 18 de abril | Polonia | 20 - 15 | Uruguay |  |  |

### Tercer puesto
| 18 de abril | España | 24 - 31 | Italia |  |  |

### Final
| 18 de abril | Francia | 22 - 18 | Argentina |  |  |

| Bandera de Francia    |
| Campeón Francia       |
| Décimo séptimo título |